# Saison 1 de Fringe
Chronologie
Saison 2
Cette liste recense et résume les épisodes de la première saison de la série télévisée américaine Fringe.

## Distribution

### Acteurs principaux
- Anna Torv (VF : Odile Cohen) : Olivia Dunham
- Joshua Jackson (VF : Alexandre Gillet) : Peter Bishop
- John Noble (VF : Patrick Messe) : Dr Walter Bishop
- Lance Reddick (VF : Thierry Desroses) : Agent Phillip Broyles
- Kirk Acevedo (VF : Cyrille Monge) : Charlie Francis
- Blair Brown (VF : Josiane Pinson : Nina Sharp
- Jasika Nicole (VF : Chantal Macé) : Astrid Farnsworth
- Mark Valley (VF : Boris Rehlinger) : John Scott

### Acteurs invités récurrents
- Jared Harris (VF : Alain Choquet) : David Robert Jones
- Chance Kelly (VF : Gilles Morvan) : Mitchell Loeb
- Michael Gaston (VF : Patrick Borg) : Sanford Harris
- Ari Graynor (VF : Bénédicte Bosc) : Rachel
- Lily Pilblad : Ella

## Épisodes
1. Le Vol 627
2. Vieillir avant l'heure
3. Le Réseau fantôme
4. L'Observateur
5. Sous tension
6. Effets secondaires
7. Rencontre avec Mr. Jones
8. Sons et Lumières
9. Vue de l'esprit
10. Passe-muraille
11. L'Ennemi de l'intérieur
12. Contrôle parental
13. Métamorphose
14. L'Épreuve
15. L'Enfant sauvage
16. Contre nature
17. Terreurs nocturnes
18. Chasse de nuit
19. Déjà vu
20. La Croisée des mondes

### Épisode 1:Le Vol 627
- États-Unis /  Canada : 9 septembre 2008 sur FOX / CTV et /A\[1]
- Belgique : 28 mai 2009 sur La Deux
- Suisse : 30 mai 2009 sur TSR1
- France : 10 juin 2009 sur TF1
- Québec : 3 septembre 2009 sur V

- États-Unis : 9,13 millions de téléspectateurs[2] (première diffusion)
- Canada : 1,54 million de téléspectateurs[3] (première diffusion)
- France : 2,89 millions de téléspectateurs (première diffusion)

- Jason Butler Harner (Richard Steig)
- Peter Outerbridge (Dr Reyes)
- Shaun Shetty (l'Indien)
- Katerina Taxia (l'Agent du FBI)
- Michael Cerveris (L'Observateur)

### Épisode 2:Vieillir avant l'heure
- États-Unis /  Canada : 16 septembre 2008 sur FOX / /A\
- Belgique : 4 juin 2009 sur La Deux
- Suisse : 6 juin 2009 sur TSR1
- France : 17 juin 2009 sur TF1
- Québec : 10 septembre 2009 sur V

- États-Unis : 13,27 millions de téléspectateurs[4] (première diffusion)
- Canada : 905 000 téléspectateurs[5] (première diffusion)
- France : 2,4 millions de téléspectateurs (première diffusion)

- Derek Cecil (Christopher)
- Mark Blum (Dr Claus Penrose)
- Betty Gilpin (Loraine Daisy)
- Elizabeth Stanley (Stacy)
- Carmen Goodine (Amy)
- Michael Cerveris (L'Observateur)

### Épisode 3:Le Réseau fantôme
- États-Unis /  Canada : 23 septembre 2008 sur FOX / /A\
- Belgique : 4 juin 2009 sur La Deux
- Suisse : 6 juin 2009 sur TSR1
- France : 17 juin 2009 sur TF1
- Québec : 17 septembre 2009 sur V

- États-Unis : 9,42 millions de téléspectateurs[6] (première diffusion)
- France : 2,4 millions de téléspectateurs (première diffusion)

- Zak Orth (Roy McComb)
- Peter Hermann (Grant)
- David Lansbury (Matthew Ziegler)
- Michael Cerveris (l'Observateur Septembre)
- Donnie Keshawarz (Gerard)

### Épisode 4:L'Observateur
- États-Unis /  Canada : 30 septembre 2008 sur FOX / /A\
- Belgique : 11 juin 2009 sur La Deux
- Suisse : 13 juin 2009 sur TSR1
- France : 24 juin 2009 sur TF1
- Québec : 24 septembre 2009 sur V

- États-Unis : 9,91 millions de téléspectateurs[7] (première diffusion)
- Canada : 808 000 téléspectateurs[8] (première diffusion)
- France : 2,7 millions de téléspectateurs (première diffusion)

- Michael Cerveris (l'Observateur Septembre)
- Michael Kelly (John Mosley)
- Nestor Serrano (le Colonel Henry Jacobson)

### Épisode 5:Sous tension
- États-Unis /  Canada : 14 octobre 2008 sur FOX / /A\
- Belgique : 11 juin 2009 sur La Deux
- Suisse : 13 juin 2009 sur TSR1
- France : 24 juin 2009 sur TF1
- Québec : 1er octobre 2009 sur V

- États-Unis : 9,16 millions de téléspectateurs[9] (première diffusion)
- France : 2,7 millions de téléspectateurs (première diffusion)

- Marylouise Burke (en) (Flora Meegar)
- Ebon Moss-Bachrach (Joseph Meegar)
- Diane Davis (Bethany)
- Max Baker (Jacob Fischer)
- Michael Cerveris (l'Observateur Septembre)

### Épisode 6:Effets secondaires
- États-Unis /  Canada : 21 octobre 2008 sur FOX / /A\
- Belgique : 18 juin 2009 sur La Deux
- Suisse : 20 juin 2009 sur TSR1
- France : 1er juillet 2009 sur TF1
- Québec : 8 octobre 2009 sur V

- États-Unis : 8,91 millions de téléspectateurs[10] (première diffusion)
- France : 3,19 millions de téléspectateurs (première diffusion)

- Chris Eigeman (David Esterbrook)
- William Hill (Officier Marty Pitts)
- Lisa Emery (Paula Kramer)
- Marjan Neshat (Claire Williams)
- Alok Tewari (Docteur Sanjay Patel)
- Maria Dizzia (Emily Kramer)
- Robert Eli (Ken Williams)

### Épisode 7:Rencontre avec Mr. Jones
- États-Unis /  Canada : 11 novembre 2008 sur FOX / /A\
- Belgique : 18 juin 2009 sur La Deux
- Suisse : 20 juin 2009 sur TSR1
- France : 1er juillet 2009 sur TF1
- Québec : 15 octobre 2009 sur V

- États-Unis : 8,61 millions de téléspectateurs[11] (première diffusion)
- France : 2,27 millions de téléspectateurs (première diffusion)

- Billy Burke (Lucas Vogel)
- Jared Harris (David Robert Jones)
- Trini Alvarado (Jessica Loeb)
- Kenneth Tigar (Warden Lennox)
- Chance Kelly (Mitchell Loeb)
- John Boyd (Ian Spencer)

September peut être vu au terminal de l'aéroport.

### Épisode 8:Sons et Lumières
- États-Unis /  Canada : 18 novembre 2008 sur FOX / /A\
- Belgique : 25 juin 2009 sur La Deux
- Suisse : 27 juin 2009 sur TSR1
- France : 8 juillet 2009 sur TF1
- Québec : 22 octobre 2009 sur V

- États-Unis : 9,18 millions de téléspectateurs[12] (première diffusion)
- France : 3,43 millions de téléspectateurs (première diffusion)

- William Sadler (le Docteur Sumner)
- Randall Duk Kim (Dashiell Briggs)
- Adam Grupper (Andrew Stockton)
- Gillian Jacobs (Joanne Ostler)
- Charlie Tahan (Ben Stockton)
- Chance Kelly (Mitchell Loeb)
- Kate Hodge (Abby Stockton)
- Nance Williamson (Maureen Stockton)

### Épisode 9:Vue de l'esprit
- États-Unis /  Canada : 25 novembre 2008 sur FOX / /A\
- Belgique : 25 juin 2009 sur La Deux
- Suisse : 27 juin 2009 sur TSR1
- France : 8 juillet 2009 sur TF1
- Québec : 29 octobre 2009 sur V

- États-Unis : 7,7 millions de téléspectateurs[13] (première diffusion)
- France : 2,15 millions de téléspectateurs (première diffusion)

- Yul Vazquez (George)
- Tom Riis Farrell (Gregory Worth)
- David Vadim (Michael Kelly)
- Susan Misner (Tess Amaral)
- Ptolemy Slocum (Mark)
- Robert Arcaro (Brian Cole)

### Épisode 10:Passe-muraille
- États-Unis /  Canada : 2 décembre 2008 sur FOX / /A\
- Belgique : 2 juillet 2009 sur La Deux
- Suisse : 4 juillet 2009 sur TSR1
- France : 15 juillet 2009 sur TF1
- Québec : 5 novembre 2009 sur V

- États-Unis : 8,54 millions de téléspectateurs[14] (première diffusion)
- France : 3,2 millions de téléspectateurs (première diffusion)

- Chance Kelly (en) (Mitchell Loeb)
- Jared Harris (David Robert Jones)
- James Frain (Mr. Kohl)

### Épisode 11:L'Ennemi de l'intérieur
- États-Unis /  Canada : 20 janvier 2009 sur FOX / CTV[15]
- Belgique : 2 juillet 2009 sur La Deux
- Suisse : 4 juillet 2009 sur TSR1
- France : 15 juillet 2009 sur TF1
- Québec : 12 novembre 2009 sur V

- États-Unis : 11,96 millions de téléspectateurs[16] (première diffusion)
- Canada : 1,186 million de téléspectateurs[17] (première diffusion)
- France : 2,23 millions de téléspectateurs (première diffusion)

- Lily Pilyblad (Ella)
- Jared Harris (David Robert Jones)
- Michael Gaston (Sanford Harris)
- Peter Jay Fernandez (le docteur Simon)
- Chance Kelly (en) (Mitchell Loeb)
- Ari Graynor (Rachel)
- Sara Wilson (en) (Tara Coleman)
- Stephen Schnetzer (en) (le professeur Stewart Kinberg)
- Trini Alvarado (Jessica Loeb)

September vu succinctement sous le panneau  Harvard University.

### Épisode 12:Contrôle parental
- États-Unis /  Canada : 27 janvier 2009 sur FOX / CTV
- Belgique : 9 juillet 2009 sur La Deux
- Suisse : 11 juillet 2009 sur TSR1
- France : 22 juillet 2009 sur TF1
- Québec : 19 novembre 2009 sur V

- États-Unis : 11,62 millions de téléspectateurs[18] (première diffusion)
- France : 2,91 millions de téléspectateurs (première diffusion)

- Lily Pilyblad (Ella)
- Chris Bauer (Brian Dempsey)
- Mary Beth Peil (Jessica Warren)
- Noah Fleiss (Luke Dempsey)
- Randy Kovitz (Mark)
- Susan Knight (Cynthia Wiles)
- Mark Lotito (Paul Wiles)
- Gbenga Akinnagbe (Akim)
- Jake O'Connor (Gregory Wiles)

### Épisode 13:Métamorphose
- États-Unis /  Canada : 3 février 2009 sur FOX / CTV
- Belgique : 9 juillet 2009 sur La Deux
- Suisse : 11 juillet 2009 sur TSR1
- France : 22 juillet 2009 sur TF1
- Québec : 26 novembre 2009 sur V

- États-Unis : 12,78 millions de téléspectateurs[19] (première diffusion)
- France : 2,15 millions de téléspectateurs (première diffusion)

- Lily Pilyblad (Ella)
- Al Sapienza (Conrad)
- Neal Huff (Bowman)
- Felix Solis (Daniel Hicks)
- Armando Riesco (en) (Gavin)
- Totten Darby (Agent #1)
- Ash Roeca (Agent #2)
- Guisseppe Jones (Agent #3)

### Épisode 14:L'Épreuve
- États-Unis /  Canada : 10 février 2009 sur FOX / CTV
- Belgique : 16 juillet 2009 sur La Deux
- Suisse : 18 juillet 2009 sur TSR1
- France : 29 juillet 2009 sur TF1
- Québec : 3 décembre 2009 sur V

- États-Unis : 9,83 millions de téléspectateurs[20] (première diffusion)
- Canada : 1,086 million de téléspectateurs[21] (première diffusion)
- France : 3,56 millions de téléspectateurs (première diffusion)

- Jared Harris (David Robert Jones)
- Kenneth Tigar (Warden Lennox)
- Chance Kelly (Mitchell Loeb)
- Eric L. Abrams (Davis)
- Clark Middleton (Edward Markham)
- Philip LeStrange (Tommie)

### Épisode 15:L'Enfant sauvage
- États-Unis /  Canada : 7 avril 2009 sur FOX / CTV
- Belgique : 16 juillet 2009 sur La Deux
- Suisse : 18 juillet 2009 sur TSR1
- France : 29 juillet 2009 sur TF1
- Québec : 10 juin 2010 sur V

- États-Unis : 9,88 millions de téléspectateurs[22] (première diffusion)
- Canada : 1,447 million de téléspectateurs[23] (première diffusion)
- France : 2,86 millions de téléspectateurs (première diffusion)

- Matt Mulhern (Dennis)
- Alicia Goranson (la femme tatouée)
- Erik Palladino (Eliot Michaels)
- Victor Williams (Phil)
- Jimmy Palumbo (Mike)
- Sandra Daley (le docteur Winick)
- Phil Nee (Archie)
- Spencer List (l'enfant)
- Jeremy Shamos (l'artiste)
- Nelson Pena (l'agent subalterne)
- Mary Lou Schriber (l'infirmière)
- Robyn Payne (un agent)
- Michael Cerveris (l'Observateur)

### Épisode 16:Contre nature
- États-Unis /  Canada : 14 avril 2009 sur FOX / CTV
- Belgique : 23 juillet 2009 sur La Deux
- Suisse : 25 juillet 2009 sur TSR1
- France : 5 août 2009 sur TF1
- Québec : 17 juin 2010 sur V

- États-Unis : 10,15 millions de téléspectateurs[24] (première diffusion)
- France : 3,14 millions de téléspectateurs (première diffusion)

- Ari Graynor (Rachel)
- David Pittu (Robert Swift)
- Keith Nobbs (Carl Bussler)
- Kiersten Warren (Sonia)
- Tim Gallin (Cameron Deglmann)
- Rafi Silver (Jonathan Swift)
- Lily Pilblad (Ella)

### Épisode 17:Terreurs nocturnes
- États-Unis /  Canada : 21 avril 2009 sur FOX / CTV
- Belgique : 23 juillet 2009 sur La Deux
- Suisse : 25 juillet 2009 sur TSR1
- France : 5 août 2009 sur TF1
- Québec : 24 juin 2010 sur V

- États-Unis : 9,9 millions de téléspectateurs[25] (première diffusion)
- Canada : 1,457 million de téléspectateurs[26] (première diffusion)
- France : 2,21 millions de téléspectateurs (première diffusion)

- Ed Vassallo (le manager)
- Victor Verhaeghe (Billy Willis)
- Laurie Williams (le docteur Miller)
- Johanna Day (Mouse Willis)
- Ari Graynor (Rachel)
- David Call (Nick Lane)
- Duane McLaughlin (Todd Pears)
- Lily Pilyblad (Ella)
- Darren Copeland (Bouncer)
- Rebecca Naomi Jones (Rise Pears)
- Kelly Briter (Ginger)
- April Grace (l'inspecteur)

### Épisode 18:Chasse de nuit
- États-Unis /  Canada : 28 avril 2009 sur FOX / CTV
- Belgique : 30 juillet 2009 sur La Deux
- Suisse : 1er août 2009 sur TSR1
- France : 12 août 2009 sur TF1
- Québec : 1er juillet 2010 sur V

- États-Unis : 9,62 millions de téléspectateurs[27] (première diffusion)
- Canada : 1,192 million de téléspectateurs[28] (première diffusion)
- France : 4,24 millions de téléspectateurs (première diffusion)

- Daniel London (Pardue)
- Trieste Kelly Dunn (Valerie  Boone)
- Jefferson Mays (Nicholas Boone)
- Lauren Fox (Diane)
- Justin Hagan (Neil)
- Richard Short (Bob)
- Ward Horton (L'homme à la Mustang)
- Angelina Assereto (la femme de la discothèque)
- Kate Guyton (Helen)

### Épisode 19:Déjà vu
- États-Unis /  Canada : 5 mai 2009 sur FOX / CTV
- Belgique : 30 juillet 2009 sur La Deux
- Suisse : 1er août 2009 sur TSR1
- France : 12 août 2009 sur TF1
- Québec : 8 juillet 2010 sur V

- États-Unis : 9,25 millions de téléspectateurs[29] (première diffusion)
- Canada : 1,374 million de téléspectateurs[30] (première diffusion)
- France : 2,96 millions de téléspectateurs (première diffusion)

- Clint Howard (Michael Carlin)
- Richard Bekins (Winters)
- Jennifer Ferrin (Mlle Lutz)
- Frank Bonsangue (le chauffeur)
- Michael Cerveris (l'Observateur)

### Épisode 20:La Croisée des mondes
- États-Unis /  Canada : 12 mai 2009 sur FOX / CTV
- Belgique : 6 août 2009 sur La Deux
- Suisse : 1er août 2009 sur TSR1
- France : 12 août 2009 sur TF1
- Québec : 15 juillet 2010 sur V

- États-Unis : 9,28 millions de téléspectateurs[31] (première diffusion)
- France : 2,32 millions de téléspectateurs (première diffusion)

- Jared Harris (David Robert Jones)
- Leonard Nimoy (William Bell)
- Michael Cerveris (l'Observateur)

## Réception critique
La première saison a reçu des critiques assez bonnes selon le bilan tiré par le site Metacritic, qui lui attribue une note de 67 sur 100, estimée à partir de vingt-cinq critiques presse ; la note des internautes est à 7,7 sur 10, basée sur 175 votes.